# Veronica Murialdo
Veronica Murialdo (Savona, 27 gennaio 1811 – 1892) è stata una pittrice e ceramista italiana del XIX secolo che operò soprattutto in Liguria.

## Biografia
La savonese Murialdo nella sua carriera di pittrice ha prodotto quadri e ceramiche con soggetti sacri che ornano chiese, oratori e case private di Savona e della Liguria di ponente. La sua attività artistica risulta infatti estesa da Oneglia fino a Genova e nell'immediato entroterra.
Fu figlia primogenita dell'artista savonese Stefano Murialdo detto "il Crocetto" e di Anna Giordano. Per tale motivo spesso era soprannominata "la Crocetta". Ebbe cinque sorelle (Maria, Anna, Luigia, Dorotea e Tecla) e un fratello (Agostino, nato nel 1830). Visse in casa in centro a Savona, nei pressi della chiesa di San Pietro. Si sposò con lo stuccatore Fabio Sonzini, originario della provincia di Como.
In gioventù dipinse ceramiche nelle locali fabbriche Musso, Folco e Ricci. Frequentò gli artisti locali dell'epoca, quali Giuseppe Frascheri (1809-1886), Agostino Oxilia (1778-1854), Domenico Buscaglia (1828-1919), Antonio Brilla (1813-1891), Michele Brilla (1845-1917) e Francesco Coghetti (1802-1875), operante nelle cattedrale di Savona. Ebbe in diverse occasioni come mecenate il canonico Francesco Gio Battista Caorsi (1817-1896), personaggio di un certo rilievo nella chiesa savonese dell'Ottocento.

## Opere
- Chiesa di San Giovanni Battista (Savona): quadri;
- Oratorio di Sant'Ambrogio (Savona): stendardo processionale ;
- Chiesa di San Bernardo (Stella): medaglione sulla volta del presbietrio raffigurante San Bernardo in gloria (attribuzione incerta)
- Oratorio di San Giuseppe e della Santissima Trinità in Varazze: tele della Apparizione della Madonna di Lourdes e Miracolo di San Nicolò, entrambe datate 1875.
- Chiesa dei Santi Vittore e Carlo (Genova), cappella di San Domenico: Dipinto su tela; La B. Maria degli Angeli, Professa Carmelitana di Torino.